# Costruzioni di Torino per altezza

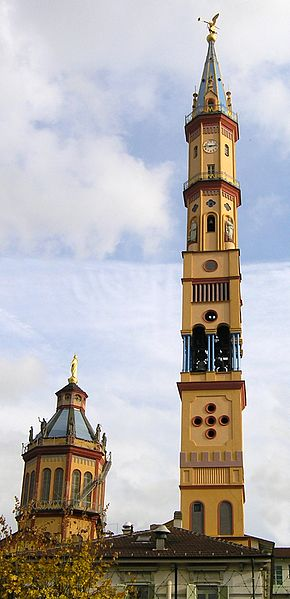
Il campanile della chiesa di Santa Zita

Elenco delle costruzioni di Torino ordinate per altezza.

## Storia
Anticamente, Torino possedeva soltanto le piccole torri di avvistamento romane, via via superate nel tempo in altezza dai campanili delle chiese. Ne rimane una del X secolo, la torre campanaria di Sant'Andrea del Santuario della Consolata (di 40 m), che fu presto superata in altezza sia dalle cupole di chiese che dai relativi campanili. Fra le prime in ordine cronologico, la cupola di San Lorenzo (1687), di 50 metri, quindi la cima della Cappella della Sacra Sindone del Duomo (63 metri) del 1693, con l'adiacente torre campanaria dello Juvarra del 1720 (60 metri). Nei dintorni, la Basilica Mauriziana di Santa Croce (cupola di 58 metri), sempre di fine Settecento.

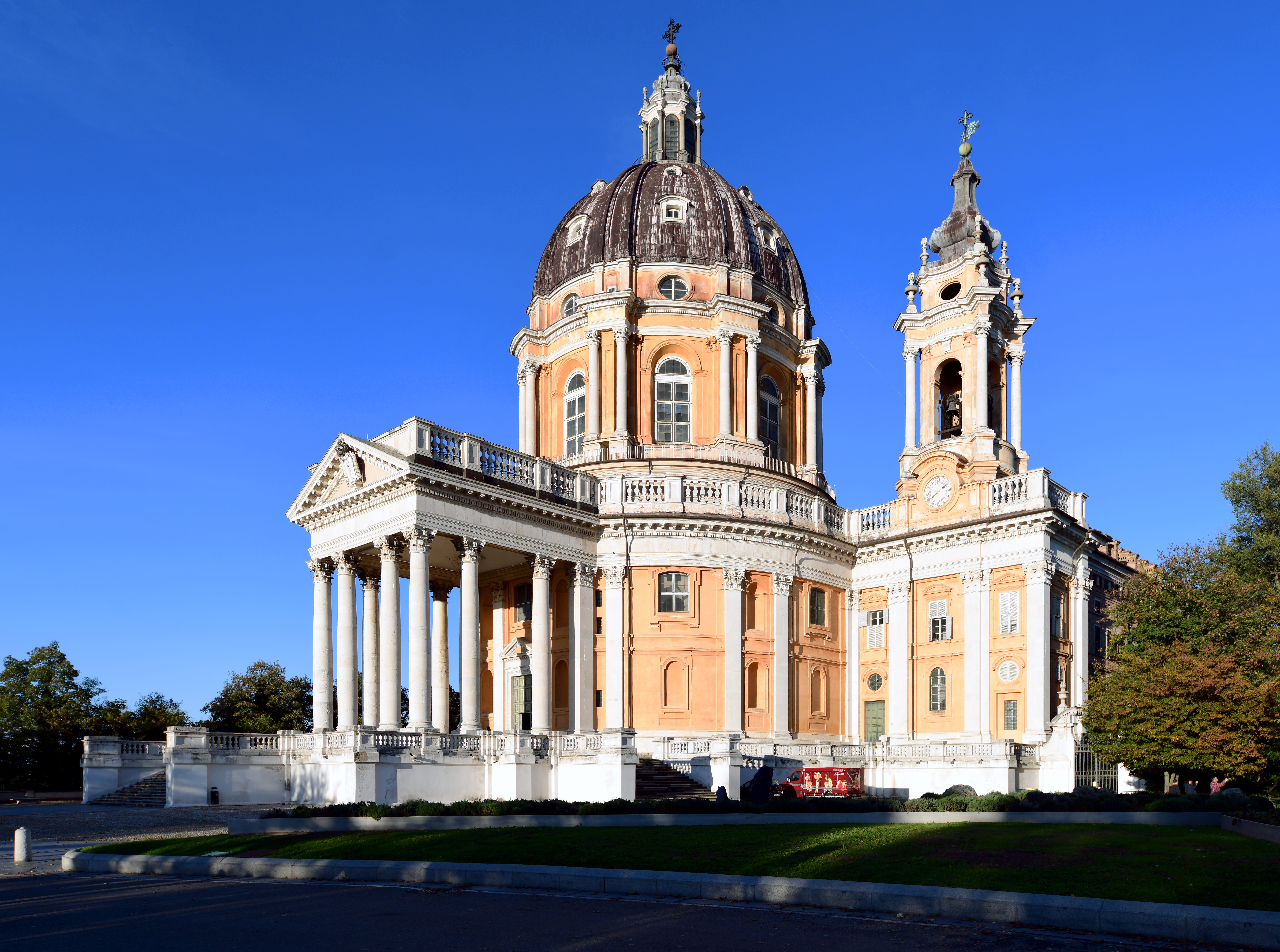
Basilica di Superga

Nel 1880, il campanile di Santa Zita in quartiere San Donato, con i suoi 83 metri ottenne, ed ancora detiene, non solo il primato su tutti i campanili torinesi, ma anche quello fra i più alti d'Italia.

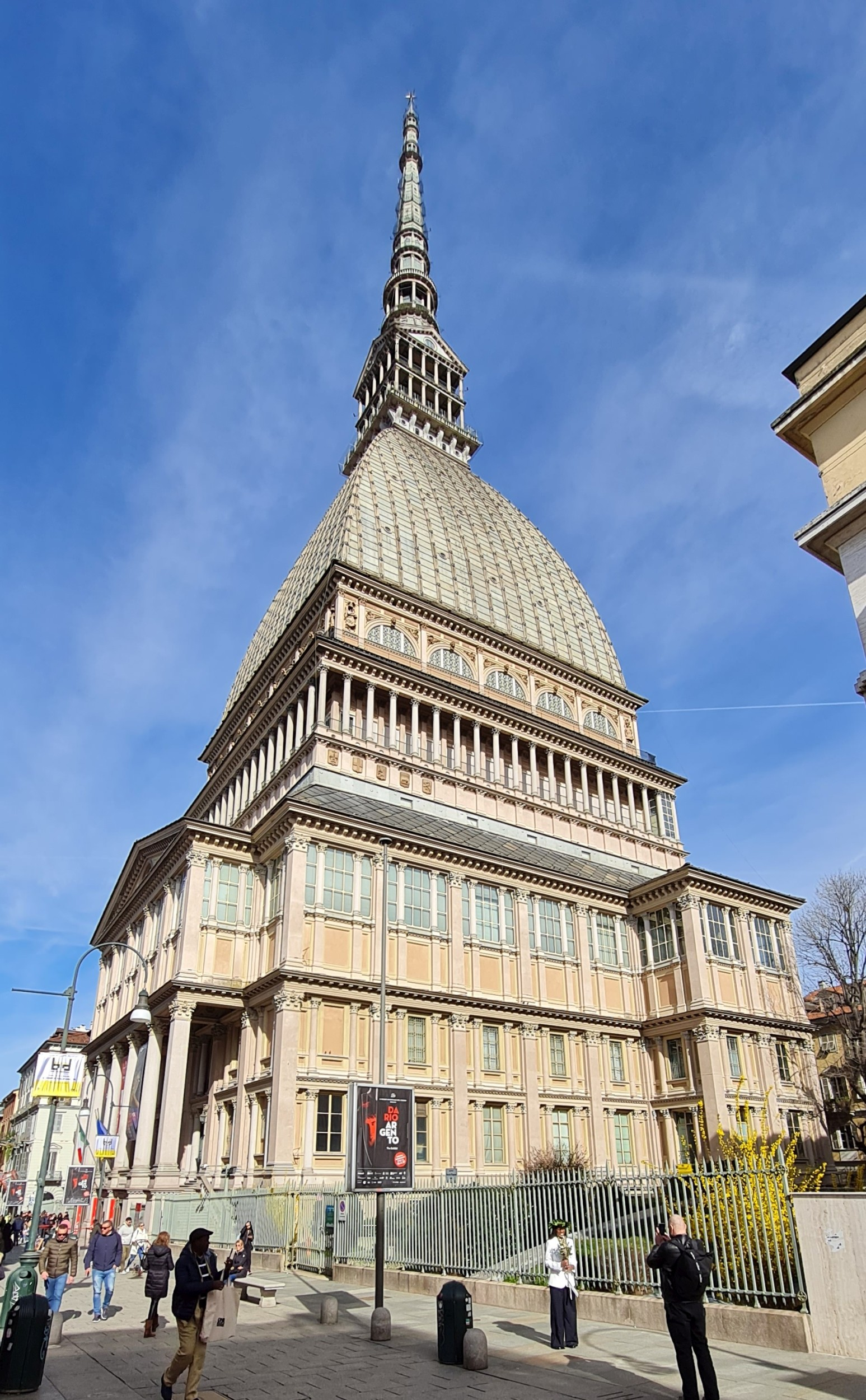
La Mole Antonelliana

Sulla collina torinese, ovviamente, le costruzioni furono da sempre le più alte per natura. La cupola di Santa Maria al Monte dei Cappuccini spiccava, già nel 1656, a 40 metri dal suolo che, a sua volta, era a 283 metri s.l.m., mentre la cupola di Superga dal 1730 svetta a 75 metri dal suolo, a sua volta a un'altitudine di 762 metri s.l.m.
Nel Centro storico, la Mole Antonelliana arrivò all'altezza di 167,5 metri nell'anno 1889 e rimane ancora l'edificio più alto del centro della città.

## Grattacieli

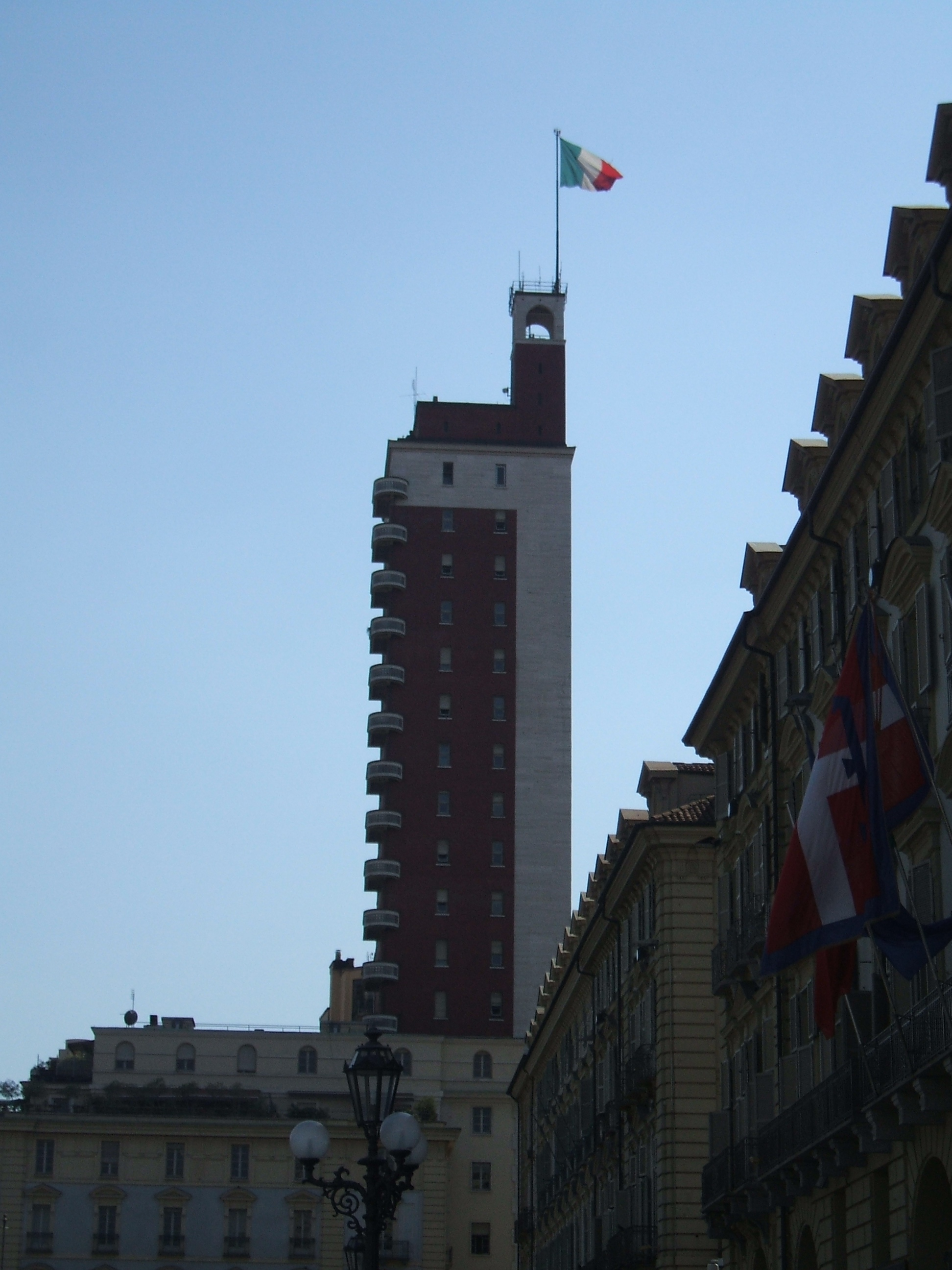
La Torre Littoria

L'ospedale CTO sorge nel distretto di Italia '61

Il primo grattacielo torinese comparve nel 1933 con la Torre Littoria di Piazza Castello (87 metri, 109 compresa l'antenna), ma altri grattacieli furono successivamente costruiti col boom edilizio degli anni sessanta-settanta, con torri ad uso residenziale alte circa 50 metri.
Nel 1957 venne terminato il Grattacielo Lancia (ufficialmente denominato oggi Palazzo Lancia - 70 m) nel quartiere Borgo San Paolo; la Torre BBPR di Piazza Statuto, di 60 metri, comparve nel 1960; il grattacielo-ospedale CTO (Centro Traumatologico Ortopedico), di 75 metri, nel 1961. Il Palazzo della Provincia (65 metri) di Corso Inghilterra fu costruito nel 1962, mentre il Grattacielo Rai di via Cernaia/Piazza XVIII Dicembre nel 1966, poi via via tutti gli altri. Nel 1967 l'architetto Nino Rosani progettò la nuova sede dei laboratori CSELT, compresa la caratteristica torre di 75 metri.

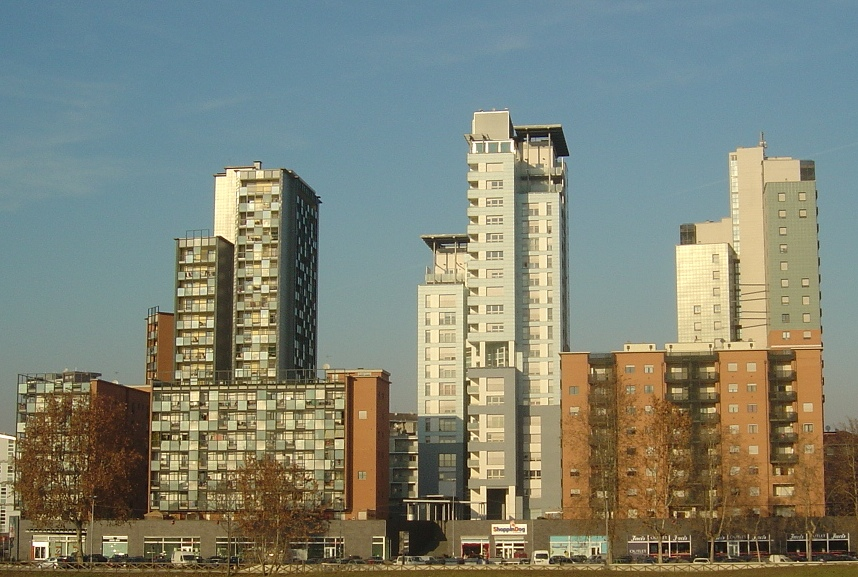
Le tre torri da oltre 70 metri di altezza che sorgono in Spina 3 si affacciano sul cantiere del nuovo Corso Mortara

Lo stesso skyline fu modificato anche in periferia, dapprima verso nord (1980), con le Torri Di Vittorio di Corso Giulio Cesare - zona Pietra Alta, alte 70 metri, ben visibili per chi arriva dall'autostrada Milano-Torino, quindi con la costruzione di un piccolo gruppo di tre torri in corso Mortara, rispettivamente di 78, 74 e 72 metri di altezza, che ospitarono una parte del villaggio Media di Torino 2006.

Anche altre due strutture di significativa altezza furono conseguenza delle Olimpiadi invernali del 2006: l'arco olimpico (69 metri) di quartiere Lingotto, che sostiene una passerella pedonale a scavalco del passante ferroviario, e il Braciere Olimpico (57 metri) dello Stadio nel quartiere Santa Rita, che detiene il primato di braciere più alto di tutti i tempi (olimpiadi estive incluse). Una variante dello stesso anno (2006) alle norme del vecchio piano regolatore e della divisione urbanistica, che prevedeva l'obbligo di non costruire edifici più alti della Mole Antonelliana, fu limitato esclusivamente al centro storico della città, dando quindi il via ad un ulteriore cambiamento dell'odierno profilo di Torino.
Nacquero quindi delle polemiche per la costruzione del Grattacielo Intesa Sanpaolo, più a ovest, in zona Cit Turin. Iniziato nel dicembre 2008, terminò nel maggio 2013, con un'altezza complessiva di 167,25 metri (cioè 25 cm in meno della Mole).
L'attuale Grattacielo della Regione Piemonte, posto a sud della città in zona Nizza Millefonti, inaugurato nel 2022, svetta a 205-209 metri d'altezza, superando la Mole di più di 30 metri. Il progetto, anch'esso non esente da polemiche, fu presentato alla Giunta regionale il 20 novembre 2007 dall'architetto Massimiliano Fuksas.
Nell'ambito della riqualificazione dello stabilimento Lancia, sono state completate nel 2024 due torri (denominate "Torri HF") alte circa 70 metri che hanno portato il quartiere San Paolo ad ottenere un piccolo cluster di torri insieme al già presente Palazzo Lancia poco distante. 

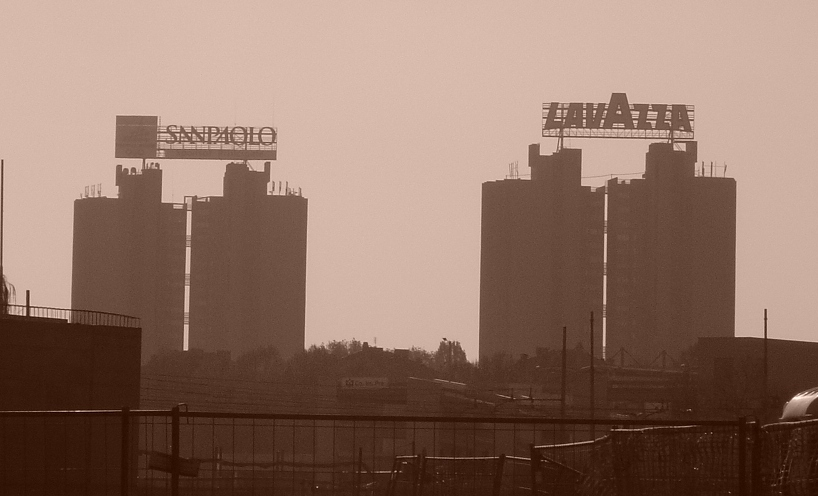
Le torri Di Vittorio alla Falchera sorgono all'uscita dell'autostrada A4 Torino-Milano

La residenza La Torre, in Spina 3

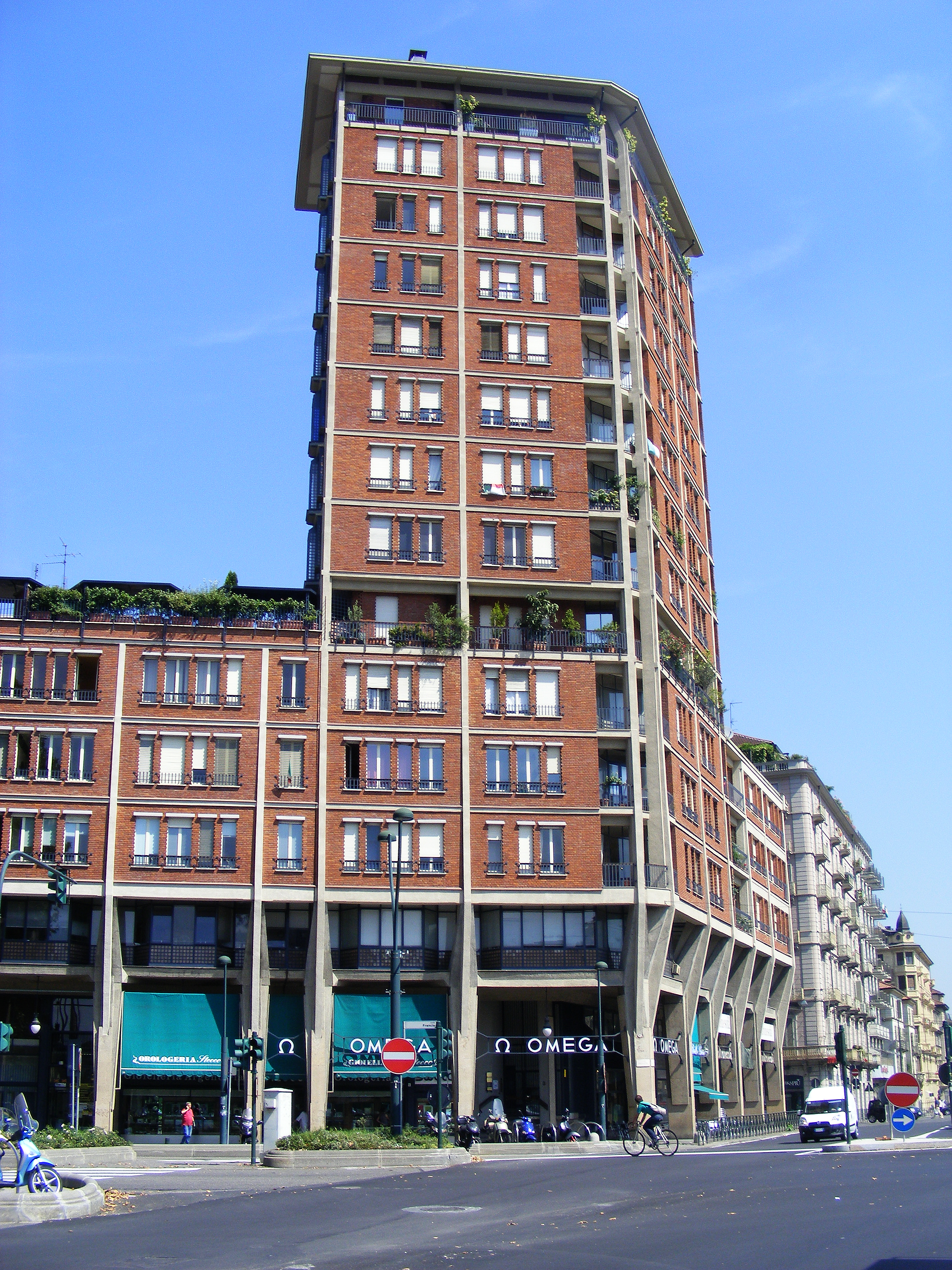
La Torre BBPR vista da Piazza Statuto

| Altezza (m)                   | Edificio                                                               |
| ----------------------------- | ---------------------------------------------------------------------- |
| 209/205                       | Grattacielo della Regione                                              |
| 167,50                        | Mole Antonelliana                                                      |
| 167,25                        | Grattacielo Intesa Sanpaolo                                            |
| 120                           | Termovalorizzatore del Gerbido (camino)                                |
| 109/87                        | Torre Littoria (con/senza antenna)                                     |
| 106/98/97                     | Fiat Mirafiori (le 3 ciminiere)                                        |
| 90                            | Ciminiera di Lucento, Lucento                                          |
| 86                            | Allianz Stadium (pennoni)                                              |
| 83                            | Chiesa di Santa Zita (campanile)                                       |
| 78                            | Torre Michelin Nord 2                                                  |
| 75                            | Basilica di Superga (altezza dal suolo)                                |
| 75                            | Torre CSELT                                                            |
| 75                            | Torre dell'ospedale CTO                                                |
| 74                            | Torre Michelin Nord 1                                                  |
| 72                            | Torre Michelin Nord 3                                                  |
| 72                            | Palazzo Pietro Micca (ex-Grattacielo Rai)                              |
| 70                            | Residenza La Torre                                                     |
| 70                            | Torri Di Vittorio (Corso Giulio Cesare)                                |
| 70                            | Grattacielo Lancia                                                     |
| 69                            | Arco olimpico                                                          |
| 67                            | Impalcature metalliche area ex-Italgas                                 |
| 65                            | Palazzo della Provincia                                                |
| 63                            | Duomo di Torino (Cappella della Sacra Sindone)                         |
| 61                            | Torre Campanaria del Duomo                                             |
| 60                            | Torre BBPR, in Piazza Statuto                                          |
| 57                            | Braciere Olimpico                                                      |
| 57                            | Campanile della chiesa del Patrocinio di San Giuseppe, in via Biglieri |
| 66 (52 dopo gli assestamenti) | Discarica di Basse di Stura                                            |

## Impianti e ciminiere
Altre altezze furono raggiunte anche dalle fabbriche e da edifici e manufatti industriali : 
- le impalcature cilindriche dell'area ex-Italgas di Corso Regina Margherita/Corso Belgio (67 metri) verso Torino nord
- le tre ciminiere Fiat Mirafiori (106, 98 e 96 metri[3])
- la ciminiera dell'Ospedale Molinette (54 metri)

Anche i due principali impianti di trattamento rifiuti raggiungono altezze significative.
La discarica di Basse di Stura, in servizio dal dopoguerra fino al 31 dicembre 2009, sorge nella zona nord di Torino fra la tangenziale nord e la sponda sinistra del Torrente Stura, ha una capacità complessiva di quasi 20 milioni di metri cubi e si estende su una superficie di quasi un milione di metri quadri.
La parte più alta è costituita dal lotto 3, che al momento della chiusura nel 2006 si elevava fino a 66 m, ma che a seguito degli assestamenti post-chiusura si è ridotta a 52 m.
Il termovalorizzatore del Gerbido, costruito nella zona sud di Torino ed entrato in funzione nell'aprile 2013, con il suo camino alto 120 metri è diventato uno degli edifici che caratterizzano la skyline di Torino. Il design dell'impianto è stato affidato a Stile Bertone. 
Sulla sua sommità è stata realizzata una terrazza panoramica – servita da un ascensore trasparente esterno all'impianto – dalla quale i visitatori possono godere di un'emozionante prospettiva sulla città e sull'arco alpino.

## Progetti non realizzati
Diversi furono gli ambiziosi progetti in altezza, mai realizzati ed in particolare, sono stati evidenziati due grandi progetti del XX secolo:
- A inizio anni sessanta, fu bandito un concorso internazionale per realizzare il nuovo centro direzionale di Torino nell'area delimitata tra corso Vittorio Emanuele II, corso Castelfidardo, corso Peschiera e corso Ferrucci. Nel 1963 si aggiudicò la gara il Gruppo Akropolis, con un progetto che prevedeva ben 9 torri da 120 metri di altezza[7]. Il progetto non è stato mai realizzato e queste aree sono state interessate dai lavori della Spina Centrale.
- Nel 1989 l'architetto torinese Giorgio Rosenthal presentò un progetto per due torri da 240 metri da realizzare nell'area ex-Italgas, tra lungo Dora Siena, corso Farini e corso Regina Margherita[7], un'area soggetta a riqualificazione.
Sorse qui invece una nuova sede per alcuni dipartimenti dell'Università degli Studi di Torino, il Campus Luigi Einaudi, progettato dall'architetto Norman Foster.

## Il futuro
Il profilo di Torino potrebbe mutare nel futuro, grazie a diversi grandi progetti in fase di discussione, ma di concretizzazione ancora dubbia, per varie motivazioni economiche ed ambientali :
- Torre delle Telecomunicazioni, 120 metri

Localizzazione: strada del Colle
L'area in questione è occupata da una moltitudine di antenne radiotelevisive, spesso fuori norma, tale da essere classificata come "sito di rilevanza nazionale'" dal Ministero delle Telecomunicazioni. La Provincia di Torino ha perciò deciso, d'accordo con la Regione Piemonte e i comuni interessati, la costruzione di una torre alta 240 metri nella quale concentrare un centinaio di antenne in libertà (escluse Rai e Mediaset). Il primo passo è stato fatto nel 2008, con l'istituzione di un concorso di progettazione internazionale per la parte tecnica ed estetica. Nel 2015 il progetto è stato cambiato nella costruzione di 2 tralicci, uno per la radio e l'altro televisivo, dell'altezza di 120 m.
- Grattacielo area ex-Alenia Aeronautica, 100 metri[10]

Localizzazione: angolo tra corso Marche e corso Francia
Nell'ambito della riqualificazione di parte delle aree occupate dagli stabilimenti dell'Alenia Aeronautica, l'azienda, già prossima al trasferimento a Caselle Torinese, provvederà alla riqualificazione dell'area costruendo insediamenti residenziali e una nuova torre ad uso alberghiero alta 150 metri. Il vincolo dell'aeroporto riduce l'altezza a 100 metri. Nel 2012, però, il progetto è stato rinviato a causa del trasferimento a Caselle prolungatosi nel tempo.
- Grattacielo FS, 100-150 metri

Localizzazione: isolato tra corso Inghilterra, corso Vittorio Emanuele II, corso Bolzano, nuova stazione di Porta Susa
Il progetto originale di un grattacielo di circa 150 metri è passato in secondo piano. L'area, di proprietà delle FS, è attualmente sotto osservazione da parte di un comitato, di cui fanno parte università e privati, che vorrebbero edificare un grattacielo a servizio della ricerca, didattica e uffici.
- Grattacielo area ex-Materferro, 100 metri

Localizzazione: isolato tra corso Lione, corso Mediterraneo, via Mauri
Borgo San Paolo avrebbe dovuto vedere la costruzione di due edifici a torre nel vertice superiore del triangolo ferroviario che attraversa il quartiere. Gli edifici, uno a destinazione terziario e l'altro a residenziale, avrebbero altezza rispettivamente di 100 e 65 metri. Il progetto è il vincitore di una gara internazionale indetta dalla società edile Franco Costruzioni e vinta dallo studio di architetti tedesco Stoermer, ma nel 2022 non si hanno più notizie dello sviluppo esecutivo del progetto né ulteriori discussioni in merito
- Torri 2-3 area ex-Avio, 80 metri[14]

Localizzazione: isolato tra via Nizza, via Farigliano, via Canelli, via Passo Buole, il passante ferroviario di Torino, il sottopassaggio del Lingotto
Le torri, ancora da progettare, faranno parte del comparto dell'area ex-Avio del quale è in fase di ultimazione avanzata nel 2022 solo il grattacielo della Regione Piemonte
- Torre 4 area ex-Avio, 70 metri[14]

Localizzazione: isolato tra via Nizza, via Farigliano, via Canelli, via Passo Buole, il passante ferroviario di Torino, il sottopassaggio del Lingotto
La torre, da progettare, dovrebbe far parte del comparto dell'area ex-Avio del quale è in via di ultimazione nel 2022 solo il grattacielo della Regione Piemonte
- Torre Buffi, 70 metri

Localizzazione: sud-est di largo Borgaro
Nell'ambito della riqualificazione della Spina 3, in particolare del lato sud di via Verolengo, era previsto un intervento residenziale progettato dallo studio di architetti francese Buffi Associés. In questo ambito, in largo Borgaro, estremità ovest del complesso, era prevista una torre ad uso terziario di circa 70 metri di altezza.
| Pos. | Nome                                   | Città  | Altezza (m) | Quartiere                     | Note           |
| ---- | -------------------------------------- | ------ | ----------- | ----------------------------- | -------------- |
| 1    | Grattacielo FS                         | Torino | 150         | Centro                        | Rinviato       |
| 2    | Grattacielo area ex-Alenia Aeronautica | Torino | 150         | Parella                       | Rinviato       |
| 3    | Antenne TV e Radio                     | Torino | 120         | Colle della Maddalena         | Approvato      |
| 4    | Grattacielo area ex-Materferro         | Torino | 100         | Borgo San Paolo               | Rinviato       |
| 5    | Torri 3-4 area ex-Avio                 | Torino | 80          | Nizza Millefonti              | Rinviate       |
| 6    | Torre 5 area ex-Avio                   | Torino | 95          | Nizza Millefonti              | In costruzione |
| 7    | Torre Buffi                            | Torino | 70          | Madonna di Campagna (Spina 3) | Rinviato       |